# 일산동 (고양시)
일산동(一山洞)은 경기도 고양시 일산서구에 있는 동이다.

## 지명
일산동의 본래 이름은 본래 와야촌(瓦野村) 마을이다. 이곳 ‘일산’이란 이름이 처음 등장하는 것은 일제시대로 일본인들이 경의선 철도를 만들고 이곳에 기차역을 설치하면서 인근의 한산마을 이름을 ‘일산’으로 바꾸면서 사용한 것으로 알려져 있다. 이외에 일산은 이 지역의 고유한 이름으로 이곳에 고봉산과 같이 큰산이 하나밖에 없어 일산이라 부르고 있다는 유래설도 전해온다.

## 개요
일산1동 지역을 흔히 ‘원일산’,  ‘구일산‘ 또는 ‘본일산’이라 부른다. 일산1동의 주변에는 북쪽으로 탄현동이 있고, 동남쪽으로는 일산2동이, 남서쪽으로는 일산3동이, 그리고 서로는 일산3동과 대화동 그리고 북서 방향에 덕이동이 자리해 있다. 이 일산1동은 일산의 역사가 담겨져 있는 마을이다. 먼저 길을 사이에 두고 일산역을 바라보고 있는 곳을 비롯하여 매우 다양한 모습이 보이는 마을이다. 먼저 이 마을에는 우리시 최고의 역사를 자랑하는 일산장의 일부가 이곳에서 선다. 그리고 이 주변에는 저층의 아파트와 상가가 있고 오래된 가옥들도 볼 수 있다. 고양시의 서북쪽의 교통의 중심지로 오랜 기간 역할을 하다가 1990년대 초반의 일산신도시 개발로 인해 모습이 조금씩 변하더니 1990년대 후반부터 재개발이 이루어지기 시작하여 고층의 아파트가 급격하게 늘어났다. 본래 산과 텃밭, 그리고 언덕 위에 소규모의 단독주택을 대신하여 20층 이상의 고층 아파트가 새롭게 만들어졌다. 그러나 일산역에서 축협에 이르는 일산역길과 일산고 앞의 일산시장길 주변은 아직까지 옛 건물의 흔적이 곳곳에 남아 있다. 북으로 홀트 학교 방향에 있는 탄현동의 일부지역도 이곳 일산1동의 관할 구역이다. 이곳에 유명한 일산 주공아파트 단지가 자리해 있다.

## 역사
- 1914년 : 고양군 중면 일산리
- 1980년 : 고양군 일산읍 일산리
- 1992년 : 고양시로 승격, 일산리 일원을 일산동, 중동으로 전환
- 1993년 : 일산동을 일산1동으로, 중동을 일산2동으로 개칭
- 1995년 : 일산1동에서 일산3동이 분동
- 1996년 : 일산2동에서 일산4동 분동 (고양시 일산구 일산1~4동)
- 2005년 : 일산구 분구로 일산2동 일부와 일산4동을 일산동구로 편입, 일산2동 중 편입된 부분을 중산동으로 신설, 일산4동을 정발산동으로 개칭 (고양시 일산서구 일산1~3동, 일산동구 중산동, 정발산동)

## 법정동
- 일산동
- 탄현동

## 교육
- 신촌초등학교
- 황룡초등학교
- 일산초등학교
- 한뫼초등학교
- 상탄초등학교
- 현산초등학교
- 신일중학교
- 일산중학교
- 일산고등학교

## 교통
- 경의중앙선, 서해선 일산역

## 아파트
| 단지명                         | 건설사                             | 시행사                                    | 주소                     | 입주        | 비고 |
| ------------------------------ | ---------------------------------- | ----------------------------------------- | ------------------------ | ----------- | ---- |
| 일산동양타운                   | 동양메이저㈜ 건설부문              | 동양메이저㈜ 건설부문                     |                          |             |      |
| 일산일신삼익                   | 일신건영㈜ 삼익건설㈜              | 일신건영㈜ 삼익건설㈜                     | 일산서구 원일로21번길 43 | 2000년 9월  |      |
| 일산휴먼빌 1차                 | 일신건영㈜                         | 일산휴먼빌연합주택조합                    | 일산서구 원일로21번길 22 | 2003년 12월 |      |
| 일산휴먼빌 2차                 | 일신건영㈜                         | 일산휴먼빌2차지역주택조합                 | 일산서구 원일로21번길 21 | 2007년 4월  |      |
| 일산동문 1차                   | 동문건설㈜                         | 동문건설㈜                                | 일산서구 산현로 34       | 1996년 8월  |      |
| 일산동문 2차                   | 동문건설㈜                         | 동문건설㈜                                | 일산서구 고양대로 620    | 1997년 10월 |      |
| 일산동문 5차                   | 동문건설㈜                         | 동문건설㈜                                | 일산서구 탄중로 501      | 2000년 9월  |      |
| 산들마을 5단지 동문굿모닝힐    | 동문건설㈜                         | 동문건설㈜                                | 일산서구 일중로 30       | 2004년 10월 |      |
| 산들마을 3단지 e편한세상       | 대림산업                           | 대림산업                                  | 일산서구 고양대로 724-17 | 2003년 2월  |      |
| 일산1차 현대홈타운             | 현대건설                           | ㈜현대건설                                | 일산서구 고양대로 685    | 2001년 3월  |      |
| 일산2차 현대홈타운             | 현대건설                           | ㈜현대건설                                | 일산서구 고양대로 706-12 | 2002년 4월  |      |
| 일산3차 현대홈타운             | 현대건설                           | 일산현대 연합주택조합                     | 일산서구 일청로 45       | 2002년 8월  |      |
| 산들마을 6단지 베르빌          | 대교디앤에스㈜                     | 대교디앤에스㈜ 일산건설알포메지역주택조합 |                          |             |      |
| 후곡마을 1단지 대우벽산        | 대우㈜ 건설부문, 벽산건설          | 대우㈜ 건설부문, 벽산건설                 | 일산서구 킨텍스로 456    | 1995년 2월  |      |
| 후곡마을 2단지 동양대창        | 대창기업㈜, 동양고속건설           | 대창기업㈜, 동양고속건설                  | 일산서구 후곡로 55       | 1995년 7월  |      |
| 후곡마을 4단지 금호한양        | 금호건설, ㈜한양                   | 금호건설, ㈜한양                          | 일산서구 후곡로 36       | 1995년 4월  |      |
| 후곡마을 5단지 영풍한진        | 영풍산업㈜, 한진중공업             | 영풍산업㈜, 한진중공업                    | 일산서구 후곡로 35       | 1995년 10월 |      |
| 후곡마을 6단지 동부건영        | 동부건설, ㈜건영                   | 동부건설, ㈜건영                          | 일산서구 일산로 612      | 1994년 12월 |      |
| 후곡마을 7단지 동성            | ㈜동성                             | ㈜동성                                    | 일산서구 킨텍스로 410    | 1994년 10월 |      |
| 후곡마을 8단지 동신            | 동신주택㈜                         | 동신주택㈜                                | 일산서구 후곡로 9        | 1994년 8월  |      |
| 후곡마을 9단지 롯데LG          | 롯데건설 엘지건설㈜                | 롯데건설 엘지건설㈜                       | 일산서구 후곡로 10       | 1994년 11월 |      |
| 후곡마을 10단지 동아·서안·임광 | 동아건설산업 임광토건㈜ 서안건설㈜ | 동아건설산업 임광토건㈜ 서안건설㈜        | 일산서구 강선로 187      | 1995년 3월  |      |
| 후곡마을 16단지 동아코오롱     | 동아건설산업 코오롱건설            | 동아건설산업 코오롱건설                   | 일산서구 강선로 141      | 1995년 10월 |      |
| 후곡마을 11단지 공무원         | ㈜대명주택                         | 공무원연금공단                            |                          |             |      |
| 후곡마을 12단지 공무원         | ㈜유원건설                         | 공무원연금공단                            |                          |             |      |
| 후곡마을 13단지 태영           | ㈜태영                             | ㈜태영                                    | 일산서구 일산로 488      | 1994년 12월 |      |
| 후곡마을 17단지 태영           | ㈜태영                             | ㈜태영                                    | 일산서구 강선로 412      | 1994년 10월 |      |
| 일산1차 태영데시앙             | ㈜태영                             | 일산태영지역주택조합                      | 일산서구 고양대로 624    | 2002년 10월 |      |
| 일산2차 태영데시앙             | ㈜태영                             | 일산태영지역주택조합                      | 일산서구 고양대로 622    | 2002년 10월 |      |
| 후곡마을 14단지 청구           | ㈜청구                             | ㈜청구                                    | 일산서구 강선로 164      | 1994년 5월  |      |
| 후곡마을 15단지 건영           | ㈜건영                             | 군인공제회                                | 일산서구 강선로 169      | 1994년 6월  |      |
| 후곡마을 3단지 현대            | 현대건설, 현대산업개발             | 현대건설, 현대산업개발                    | 일산서구 후곡로 60       | 1994년 10월 |      |
| 후곡마을 18단지 현대           | 현대건설, 현대산업개발             | 현대건설, 현대산업개발                    | 일산서구 일산로 487      | 1994년 12월 |      |